# Departamento Pichi Mahuida
Das Departamento Pichi Mahuida liegt im Nordosten der Provinz Río Negro im Süden Argentiniens und ist eine von 13 Verwaltungseinheiten der Provinz. 
Es grenzt im Norden an die Provinz La Pampa, im Osten an die Provinz Buenos Aires, im Süden an das Departamento Conesa und im Westen an das Departamento Avellaneda. 
Die Hauptstadt des Departamento Pichi Mahuida ist Río Colorado.

## Bevölkerung

### Übersicht
Das Ergebnis der Volkszählung 2022 ist noch nicht bekannt. Bei der Volkszählung 2010 war das Geschlechterverhältnis mit 6.943 männlichen und 7.164 weiblichen Einwohnern ausgeglichen mit einem knappen Frauenüberhang.
Nach Altersgruppen verteilte sich die Einwohnerschaft auf 3.401 (24,1 %) Personen im Alter von 0 bis 14 Jahren, 9.066 (64,3 %) Personen im Alter von 15 bis 64 Jahren und 1.640 (11,6 %) Personen von 65 Jahren und mehr.

### Bevölkerungsentwicklung
Das Gebiet ist sehr dünn besiedelt und dennoch war die Bevölkerungszahl lange Zeit stark steigend. Seit 1991 stagniert die Einwohnerzahl nahezu. Die Schätzungen des INDEC gehen von einer Bevölkerungszahl von 14.454 Einwohnern per 1. Juli 2022 aus.
| Jahr | 1947  | 1960  | 1970  | 1980   | 1991   | 2001   | 2010   | 2022    |
| Einwohner                                                                                                | 6.068 | 8.233 | 9.491 | 11.235 | 13.351 | 14.026 | 14.107 | k. Ang. |
| Bevölkerungsentwicklung des Departements seit 1947; Quelle: Ergebnisse der Volkszählungen in Argentinien |       |       |       |        |        |        |        |         |

## Städte und Gemeinden
Einzige Gemeinde des Departamento Pichi Mahuida ist Río Colorado, mit Pichi Mahuida existiert zudem eine Comisión de Fomento. Weitere Siedlungen sind Colonia Juliá y Echarren, Coronel Eugenio del Busto und Juan de Garay.